# Huanghoïta-(Ce)
La huanghoïta-(Ce) és un mineral de la classe dels carbonats, que pertany al grup de la sinquisita.

## Característiques
La huanghoïta-(Ce) és un carbonat de fórmula química BaCe(CO₃)₂F. És l'anàleg amb bari de la sinquisita-(Ce). Cristal·litza en el sistema trigonal. Es troba en forma de cristalls aplanats o granulars, i en agregats, de fins a 10 centímetres.
Segons la classificació de Nickel-Strunz, la huanghoïta-(Ce) pertany a «05.BD: Carbonats amb anions addicionals, sense H₂O, amb elements de terres rares (REE)» juntament amb els següents minerals: cordilita-(Ce), lukechangita-(Ce), zhonghuacerita-(Ce), kukharenkoïta-(Ce), kukharenkoïta-(La), cebaïta-(Ce), cebaïta-(Nd), arisita-(Ce), arisita-(La), bastnäsita-(Ce), bastnäsita-(La), bastnäsita-(Y), hidroxilbastnäsita-(Ce), hidroxilbastnäsita-(Nd), hidroxilbastnäsita-(La), parisita-(Ce), parisita-(Nd), röntgenita-(Ce), sinquisita-(Ce), sinquisita-(Nd), sinquisita-(Y), thorbastnäsita, bastnäsita-(Nd), horvathita-(Y) i qaqarssukita-(Ce).

## Formació i jaciments
És un mineral poc comú que es troba en filons hidrotermals associats amb dipòsits de carbonatites que contenen terres rares, en complexos ignis alcalins. Sol trobar-se associada a altres minerals com: aegirina, fluorita, magnetita, hematites, monazita, bastnäsita-(Ce), parisita-(Ce), esquinita-(Ce), calcita, clorita, barita, estroncianita, pirita, ankerita o dolomita. Va ser descoberta al dipòsit de Bayan Obo, Baotou, Mongòlia Interior (Xina).